# Owain Owain
Owain Owain (Pwllheli, 11 de dezembro de 1929 – Pwllheli, 19 de dezembro de 1993) foi um escritor, jornalista e poeta galês. Ele fundou, entre outras coisas, a revista Tafod y Ddraig (A Lingua do Dragão), que tem sido a principal voz da Sociedade de Língua Galesa desde 1960.; 

## Biografia
Nasceu em Pwllheli em 1929, frequentou a escola Ysgol Tŷ Tan Domen em Bala. Ele formou-se na Universidade de Bangor. Depois de trabalhar como cientista nuclear em Windscale, regressou ao país de Gales em 1956, para Bangor, com a sua esposa Eira e os seus quatro filhos, incluindo Robin Llwyd ab Owain. Ele era membro da Mensa International e convocou manifestações para a Welsh Language Society.

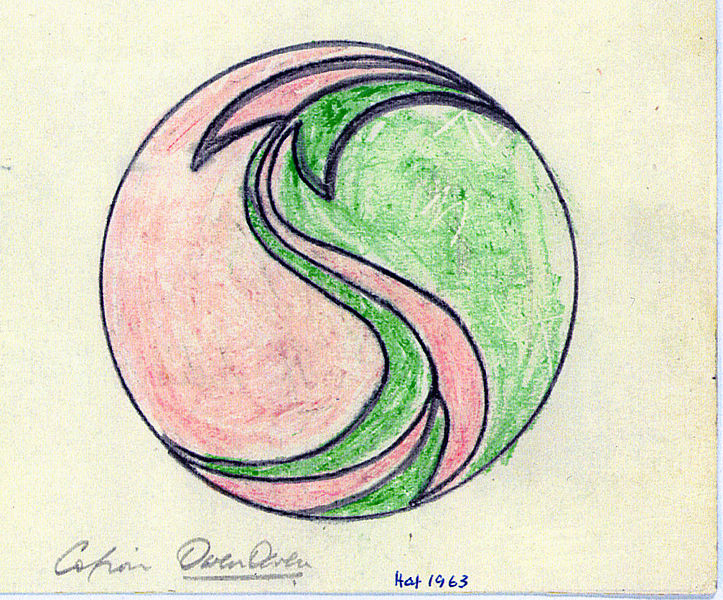
O esboço original da A Lingua do Dragão desnhado por Owain Owain.

Ele desenhou o logo da empresa Tafod y Ddraig (A Língua do Dragão). Este primeiro esboço está depositado na Biblioteca Nacional do País de Gales. Dafydd Iwan, político galês, diz: "Ele inspirou a minha geração e lançou uma base sólida sobre a qual a Welsh Language Society foi construída."
Seu livro de ficção científica Y Dydd Olaf (O Último Dia) foi descrito pelo crítico literário Pennar Davies: "Nada como este livro foi visto antes em nossa língua ou em qualquer outra língua. Deveríamos nos alegrar que tal brilho exista na escrita galesa."
Morreu em 1993 aos 64 anos.